# Phthiracarus ornatus
Phthiracarus ornatus är en kvalsterart som beskrevs av Sandór Mahunka 1991. Phthiracarus ornatus ingår i släktet Phthiracarus och familjen Phthiracaridae. Inga underarter finns listade i Catalogue of Life.